# Bandiera dell'Ambazonia
La bandiera dell'Ambazonia è stata adottata nel 2017. È stata creata nel 1999 dal Consiglio nazionale del Camerun del Sud (Southern Cameroons National Council), l'organizzazione politica per l'indipendenza per la nazione anglofona.

## Descrizione
Secondo l'Ambazonia Governing Council, a ciascun elemento della bandiera è associato un preciso significato come di seguito:
- il blu simboleggia la democrazia, la pluralità delle persone e lo Stato di diritto, fondamentale per la crescita e lo sviluppo, e la fede in Dio.
- il bianco rappresenta la purezza, la trasparenza, la responsabilità nella vita e nella governance e l'intolleranza verso la mediocrità e la corruzione.
- la colomba raffigura i principi di Dio, la pace e la tranquillità.
- le foglie verdi del rametto d'ulivo nel becco dalla colomba rappresentano la garanzia di buone notizie anche in circostanze difficili, verità e giustizia, promessa di pace, prosperità, produttività e successo.
- le 13 stelle sono tante quante le contee dell'Ambazonia.[3]
- il colore oro simboleggia il valore inestimabile di tutte le 13 contee, lo sviluppo equilibrato e l'equità e l'uguaglianza tra le contee.
- il volo della colomba rappresenta il punto di vista visionario, il duro lavoro, la libertà come diritto inviolabile e condizione dell'essere umano

## Galleria d'immagini

Camerun tedesco
Camerun britannico
Repubblica Federale del Camerun dal 1961 al 1975